# Kap Bojador

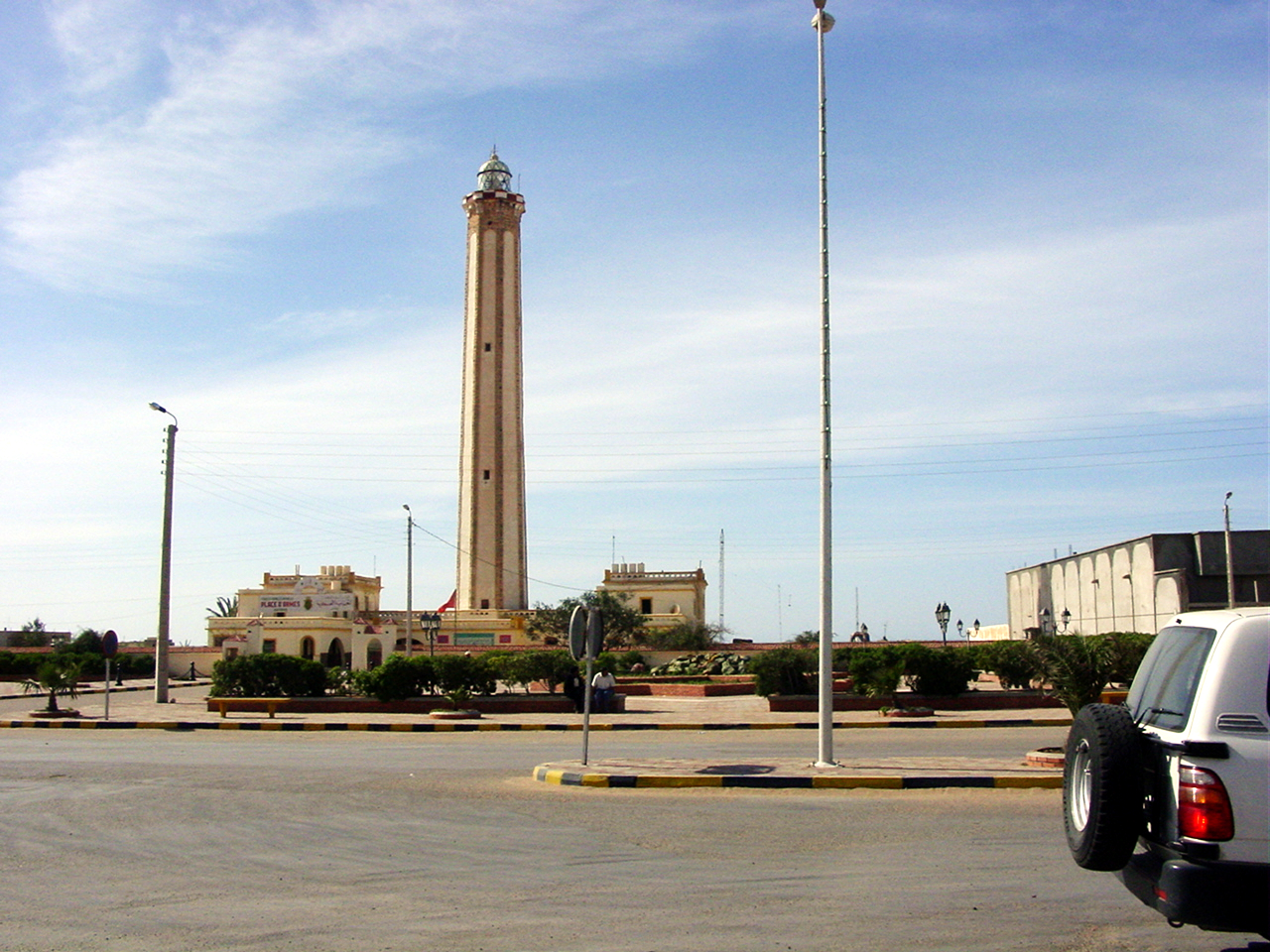
Leuchtturm am Kap Bojador

Das Kap Bojador (arabisch رأس بوجادور, DMG Raʾs Būğādūr, französische Schreibweise Cap Boujdour) ist ein Vorgebirge an der Nordwestküste Afrikas, südlich der Kanarischen Inseln und gehört zur heutigen Westsahara. Das Kap Bojador bildet den westlichen Ausläufer des Gebirgszugs Dschebel el Aswad in der Sahara und galt im Mittelalter als das westliche Ende der Welt. Hier finden sich die mit bis zu 130 Meter höchsten bekannten Dünen (Erg) an der sonst aus Hammada bestehenden flachen Küstenebene.

## Geschichte
Besonders die Portugiesen unter Heinrich dem Seefahrer hatten sich zum Ziel gesetzt, auf ihren Reisen an der afrikanischen Küste entlang in Richtung Süden das Kap zu überwinden. Die Umsegelungen des Kaps durch andere Seefahrer wie der Genuesen Ugolino und Vadino (Guido) Vivaldi im Jahr 1291, die beide nie zurückkehrten, oder des Mallorquiners Jaume Ferrer (1346) waren in Vergessenheit geraten.
Im Jahr 1422 beauftragte Heinrich der Seefahrer erstmals eine Flotte, Kap Bojador zu umsegeln, doch die Kapitäne kehrten aus Angst um. Jedes Jahr wurde danach dieser Versuch mindestens einmal pro Jahr wiederholt.
Als der Portugiese Gil Eanes im Jahr 1434 das auch als Kap des Schreckens, Kap der Angst oder Kap ohne Wiederkehr bekannte Kap Bojador umschiffte, hatten die Portugiesen es seit 1422 15-mal versucht. Eanes gilt daher zu Recht als derjenige Seefahrer, der den Europäern die Tür zum Seeweg nach Indien um Afrika herum öffnete. Zum Beweis seiner Entdeckung, sagt eine Legende, brachte er Heinrich die ersten „Rosen der Heiligen Maria“ mit. Wahrscheinlich war es die in Wüstengebieten vorkommende Pflanze „Rose von Jericho“.
Nach Streitigkeiten zwischen Portugiesen und Spaniern um die Besitzrechte an der Atlantikküste teilte der Papst 1456 den portugiesischen Händlern das Land südlich, den Spaniern nördlich des Kap Bojador zu. Im Vertrag von Tordesillas von 1494 teilten beide Länder die damals bekannte Welt in eine portugiesische und eine spanische Hälfte auf. Für die Anerkennung der portugiesischen Hegemonie über alle Gewässer und Ländereien südlich von Kap Bojador – zur Sicherung des Seeweges um Afrika nach Indien – überließ Portugal Spanien endgültig die Kanaren.
Der erste Handelsstützpunkt südlich des Kaps wurde um diese Zeit in Arguin errichtet. Im Jahr 1884 erklärten die Spanier das Gebiet zwischen Kap Bojador und La Gouira zum Protektorat Spanisch-Sahara.
Wegen der geringen Tiefe der See, der zahlreichen Klippen und Sandbänke, der starken Strömungen (Kanarenstrom nach Süden) sowie der häufigen Trübung der Atmosphäre ist die Küste südlich des Kaps gefährlich zu befahren.

## Alternative

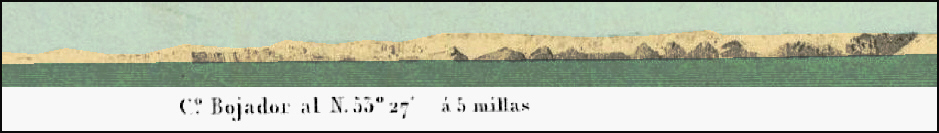

Einige Historiker nehmen nach dem Studium zeitgenössischer Karten an, dass das im Spätmittelalter als „Weltende“ (finis terrae) betrachtete „Kap Boujdour“ das heutige Kap Juby bei Tarfaya in Höhe der Kanaren war.